# Federata Shqiptare e Atletikës
Federata Shqiptare e Atletikës – albańska narodowa federacja lekkoatletyczna. Siedziba znajduje się w Tiranie. Prezesem jest Gjergj Ruli. Federacja należy do European Athletics.
Federacja została założona w 1930 roku i była przyjęta do IAAF w 1936 roku.